# Classic (álbum de La Mississippi)
Classic es el tercer álbum de la banda argentina de blues y rock La Mississippi. Fue publicado en 1996 por BMG Ariola. 
Es un disco de versiones de clásicos del blues estadounidense, aunque también incluye homenajes a Manal y Pappo, pioneros del género en la Argentina. Como bonus track incluye una nueva versión de «Café Madrid», el tema que catapultó a La Mississippi a la popularidad.

## Historia
Classic significó para La Mississippi saldar una deuda con su propio pasado, ya que no había quedado un testimonio grabado de su primera época, cuando todavía ostentaba el nombre de La Mississippi Blues Band y su repertorio estaba integrado por reconocidos temas del blues tradicional.
Algunos de esos temas, de próceres del blues como Muddy Waters, T-Bone Walker, Willie Dixon y Sonny Boy Williamson, son los que integran Classic, aunque tampoco faltan homenajes al blues argentino, con versiones de canciones de Manal y Pappo’s Blues.
El disco fue grabado en sólo 18 horas en corte directo, para capturar la esencia del blues tocado como si fuese en vivo.

«El productor Gustavo Gauvry encontró una lista vieja tirada en un anvil, que tiene todos esos temas, los que tocábamos inicialmente. Lo grabamos en 18 horas porque la idea fue registrarlo casero, en cinta con corte directo y toda la banda. El disco trascendió mucho y fue hecho con lo mínimo posible. Dejó registro de lo que hacíamos cuando éramos “La Mississippi Blues Band”. Hoy lo veo y me vuelve a divertir, porque a esos clásicos los hacemos con nuestro estilo».
Ricardo Tapia

## Lista de canciones
| N.º   | Título                           | Escritor(es)                     | Duración |  |
| 1.    | «Caldonia»                       | Fleecie Moore                    | 2:52     |  |
| 2.    | «Baby Please Don't Go»           | Big Joe Williams                 | 2:27     |  |
| 3.    | «Key To The Highway»             | William Broonzy, Charles Segar   | 2:49     |  |
| 4.    | «I'm Your Hoochie Coochie Man»   | Willie Dixon                     | 3:49     |  |
| 5.    | «Good Morning Little Schoolgirl» | Sonny Boy Williamson             | 2:59     |  |
| 6.    | «Doña Laura»                     | Javier Martínez                  | 2:52     |  |
| 7.    | «Handful Of Keys»                | Fats Waller                      | 1:23     |  |
| 8.    | «You'll Be Mine»                 | Willie Dixon                     | 3:15     |  |
| 9.    | «I Want To Be Loved»             | Willie Dixon                     | 2:06     |  |
| 10.   | «I've Got My Mojo Working»       | Preston Foster                   | 3:20     |  |
| 11.   | «Adónde Está La Libertad»        | Pappo                            | 3:29     |  |
| 12.   | «Call It Stormy Monday»          | T-Bone Walker                    | 4:13     |  |
| 13.   | «Walking Thru The Park»          | Muddy Waters                     | 2:59     |  |
| 14.   | «Walking By Myself»              | James A. Lane                    | 2:23     |  |
| 15.   | «Café Madrid» (Versión '96)      | Ricardo Tapia, Eduardo Introcaso | 2:33     |  |
| 43:52 |                                  |                                  |          |  |

## Músicos

#### La Mississippi
- Ricardo Tapia — voz.
- Gustavo Ginoi — guitarras.
- Eduardo Introcaso — saxo alto.
- Zeta Yeyati — saxo tenor.
- Claudio Cannavo — bajos.
- Rubén Vaneskeheian — armónica.
- Juan José Hermida — piano y órgano Hammond.
- Juan Carlos Tordó — batería y percusión.[4]